# Gymnopleurus
Gymnopleurus – rodzaj chrząszczy z rodziny poświętnikowatych i podrodziny Scarabaeinae. Obejmuje 65 opisanych gatunków zgrupowanych w dwóch podrodzajach. Zamieszkują krainy: etiopską, palearktyczną i orientalną. 

## Morfologia

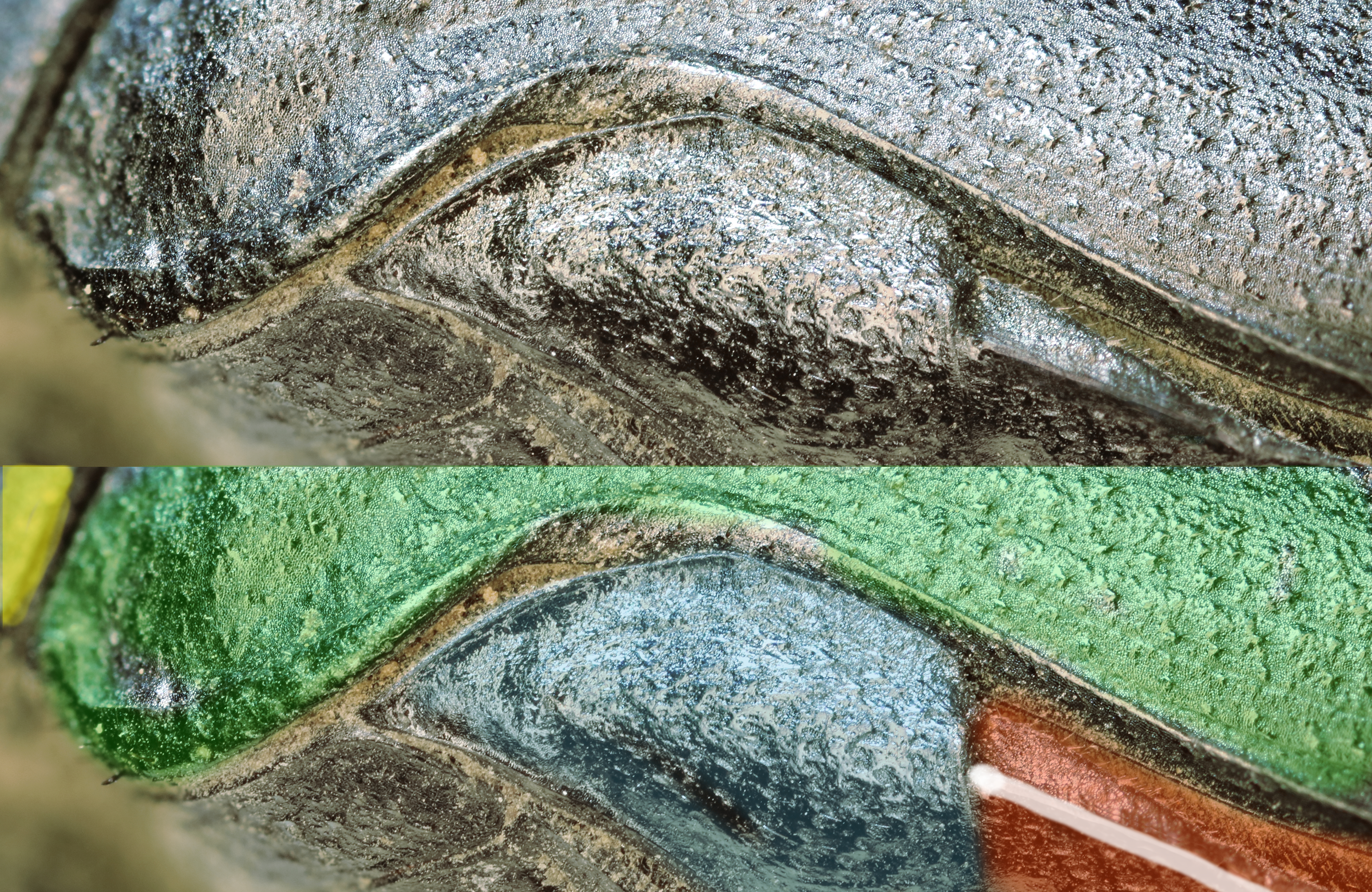
Wycięcie z boku nasady pokryw G. geoffroyi. Na dolnym rysunku kolorem żółtym zaznaczono przedplecze, zielonym – pokrywy, niebieskim – pierwszy wentryt, czerwonym – następny sternit, białym – kil

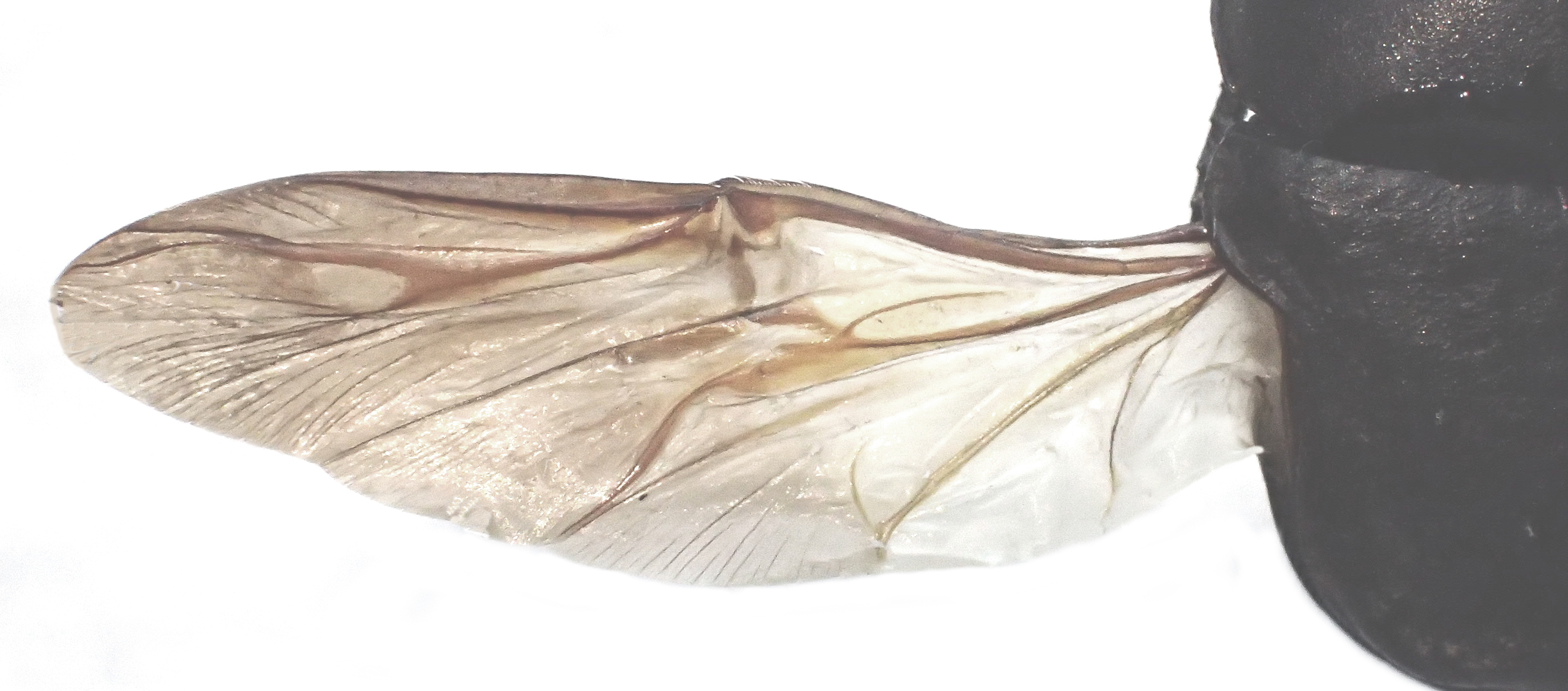
Tylne skrzydło wysunięte przy złożonej pokrywie

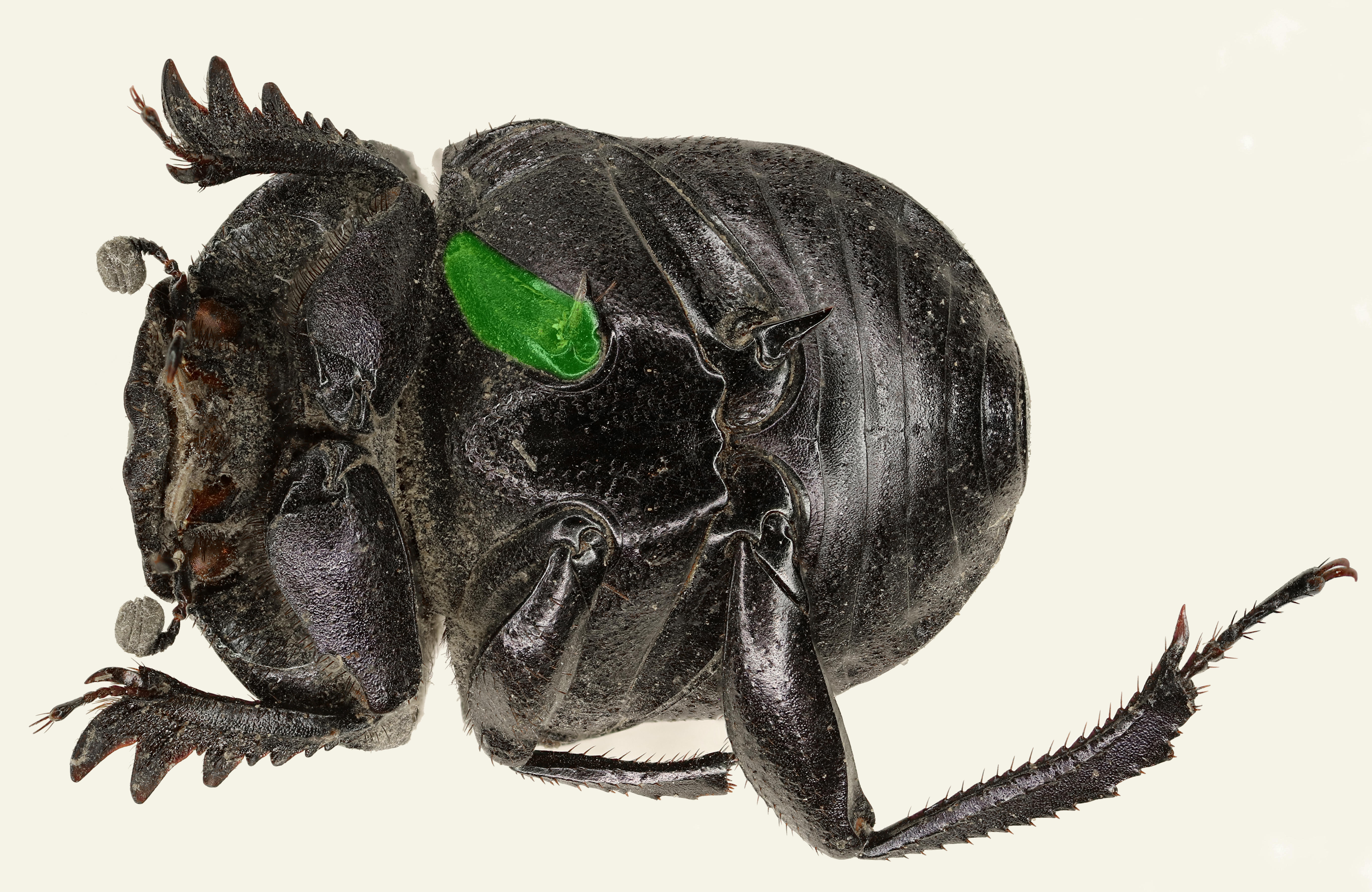
Ukośne biodro środkowe zaznaczone na zielono

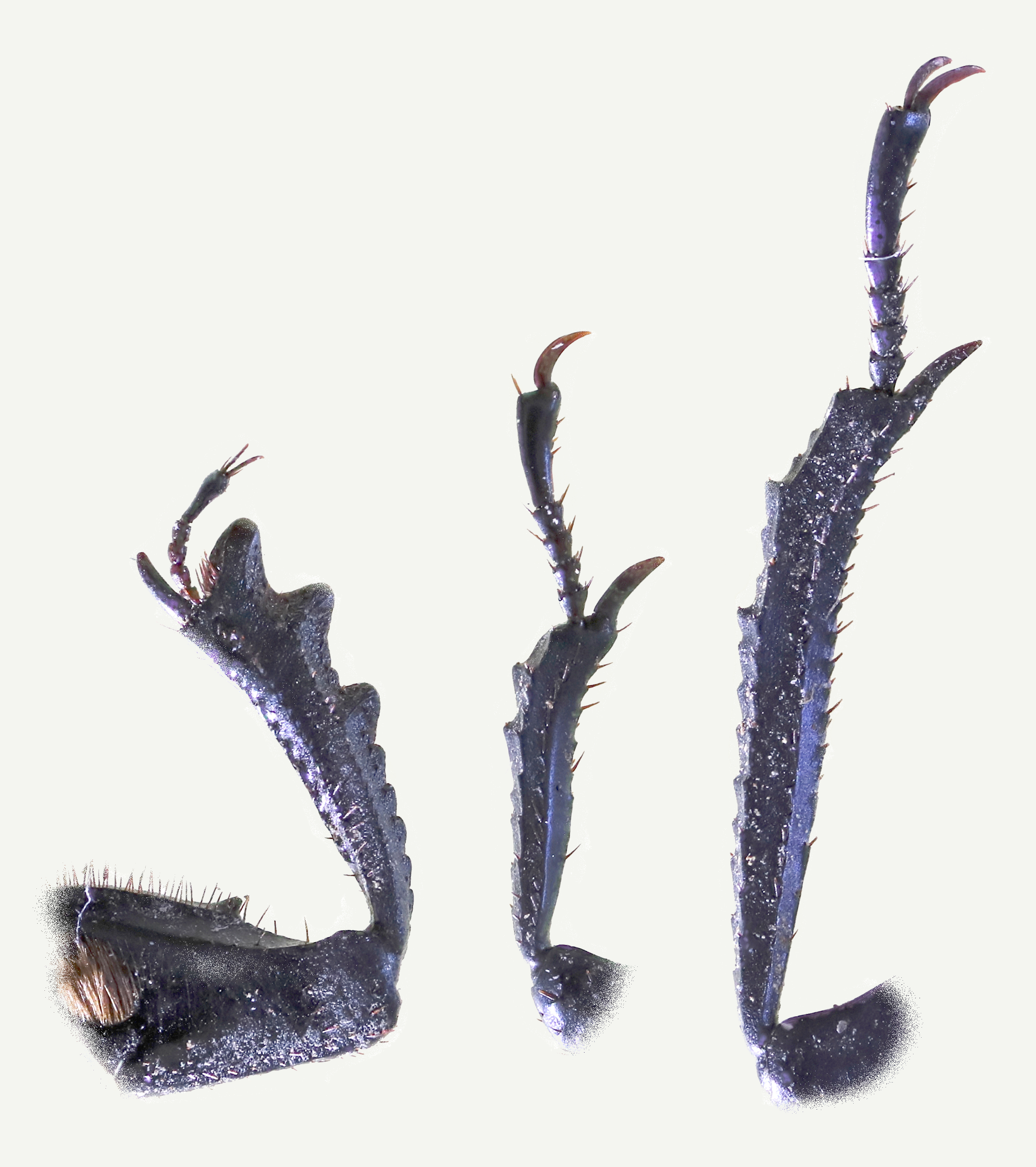
Budowa kolejnych par odnóży na przykładzie G. geoffroyi

Chrząszcze o ciele długości od 8 do 30 mm, szerokim, owalnym w zarysie. Wierzch ciała u podrodzaju nominatywnego jest praktycznie nagi, natomiast u Metagymnopleurus porastają go szczecinki, które układać się mogą w plamki.
Głowa jest poprzeczna, o narządach gębowych całkowicie od góry zakrytych nadustkiem, który to ma na przedniej krawędzi u podrodzaju nominatywnego dwa słabo wykształcone ząbki, a u podrodzaju Metagymnopleurus dwa, a rzadziej cztery ostre zęby. Policzki są wydatne, odgraniczone od nadustka kilowatymi żeberkami, często przechodzącymi na czoło, gdzie tworzą parę gładkich, wypukłych, zbiegających się linii, a niekiedy także kilowatą wypukłość podłużną. Czułki zbudowane są z 9 członów, a ich zazwyczaj czarniawe buławki mają nieco kubkowatego kształtu człon nasadowy.
Przedplecze tylną krawędzią ściśle przylega do przodu pokryw. Tarczka jest zupełnie niewidoczna. Pokrywy mają krawędzie boczne za barkami szeroko i głęboko wykrojone, wskutek czego boczne części sternitów odwłoka widoczne są od góry. Wykrojenie to umożliwia wysuwanie na zewnątrz skrzydeł drugiej pary i tym samym lot przy złożonych pokrywach. Rzędy na pokrywach są słabo zaznaczone. Biodra przedniej i tylnej pary są wąsko rozstawione, zaś biodra środkowej pary są ukośne i rozstawione szerzej, jednak bardziej wąsko niż u rodzaju syzyf (Sisyphus). Poprzeczne szwy propleuralne są kompletne i nieskrócone przed biodrami. Szew między śródpiersiem i zapiersiem ma przebieg prawie prosty, aczkolwiek po bokach zakrzywia się ku tyłowi. Odnóża przedniej pary są grzebne, mają rozszerzone uda i golenie oraz słabo rozwinięte stopy. Golenie przedniej pary mają na wierzchołku ostrogę, która u samicy jest stopniowo wyostrzona i lekko łukowato wygięta na zewnątrz, zaś u samca równoległoboczna, ostro zakrzywiona ku dołowi, na szczycie skośnie ścięta i tępa. Odnóża pary środkowej i tylnej mają długie i smukłe uda oraz wąskie, lekko ku szczytowi rozszerzone, szablowato wygięte golenie z pojedynczymi ostrogami na wierzchołkach.
Odwłok cechuje się sternitami pierwszym i drugim całkowicie zlanymi. Części boczne powstałego z nich wentrytu widoczne są przez wycięcia pokryw od góry, podobnie jak boki sternitów następnych. U podrodzaju nominatywnego widoczne od góry części sternitów są szerokie i począwszy od sternitu trzeciego zakrzywiają się ostro ku dołowi, tworząc podłużny kil. U Metagymnopleurus części te są węższe i ich zagięcie ku dołowi tworzy listewkę, która przechodzi na drugi sternit i rozdwaja się na wysokości barków. Listewka lub kil nie zbliżają się nigdy do epimerytów zapiersia. Genitalia samca mają paramery znacznie szersze od sklerytu nasadowego, na całej długości silnie spłaszczone grzbietobrzusznie, w widoku bocznym nieco skośne. Wierzchołki paramer są stępione i zaopatrzone w małe, poprzeczne, symetrycznie zbudowane wyrostki. W widoku brzusznym paramery są silnie spłaszczone i pokryte słabo zesklerotyzowanymi blaszkami.

## Występowanie i ekologia

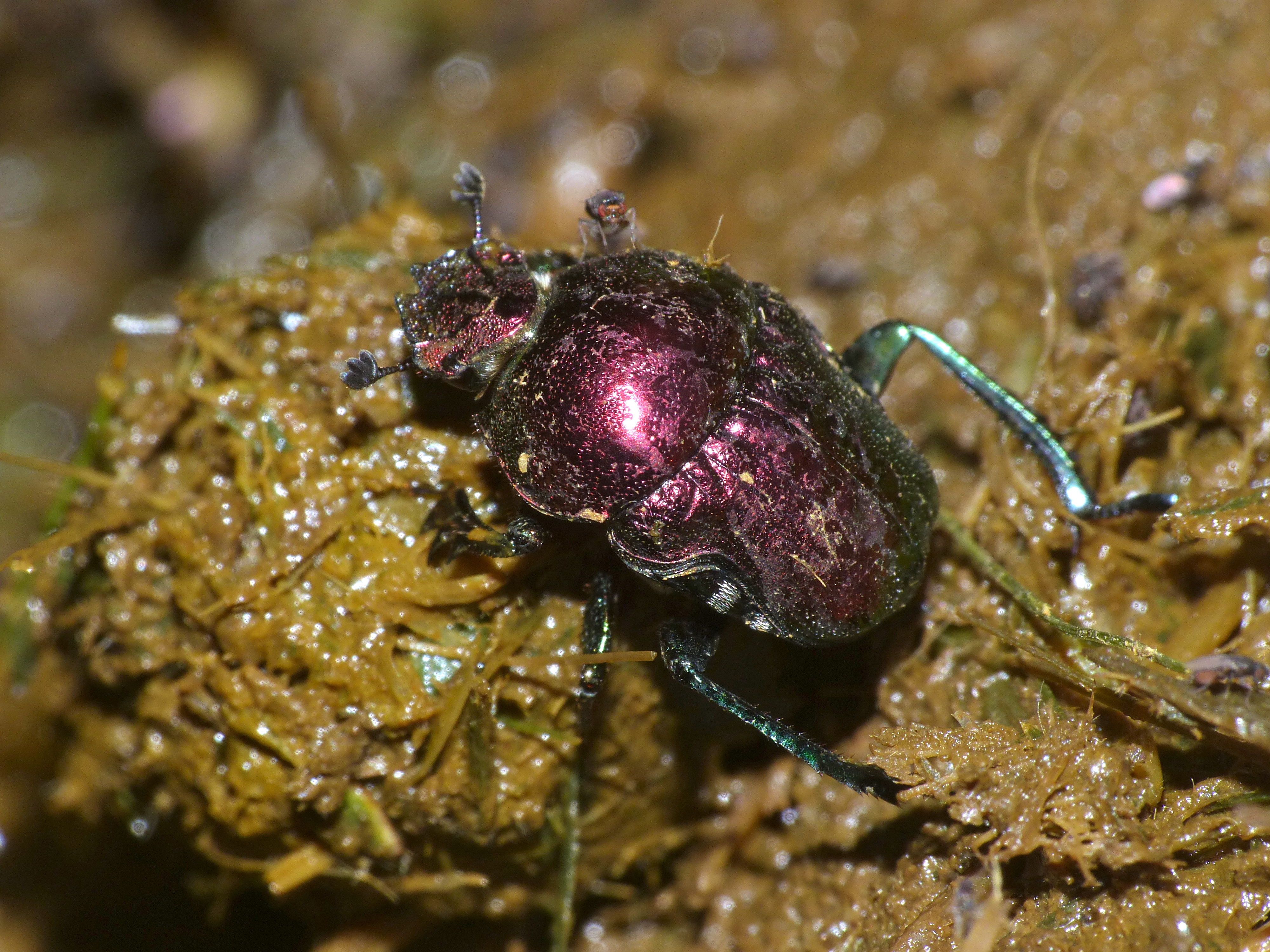
Gymnopleurus virens formujący kulkę nawozu

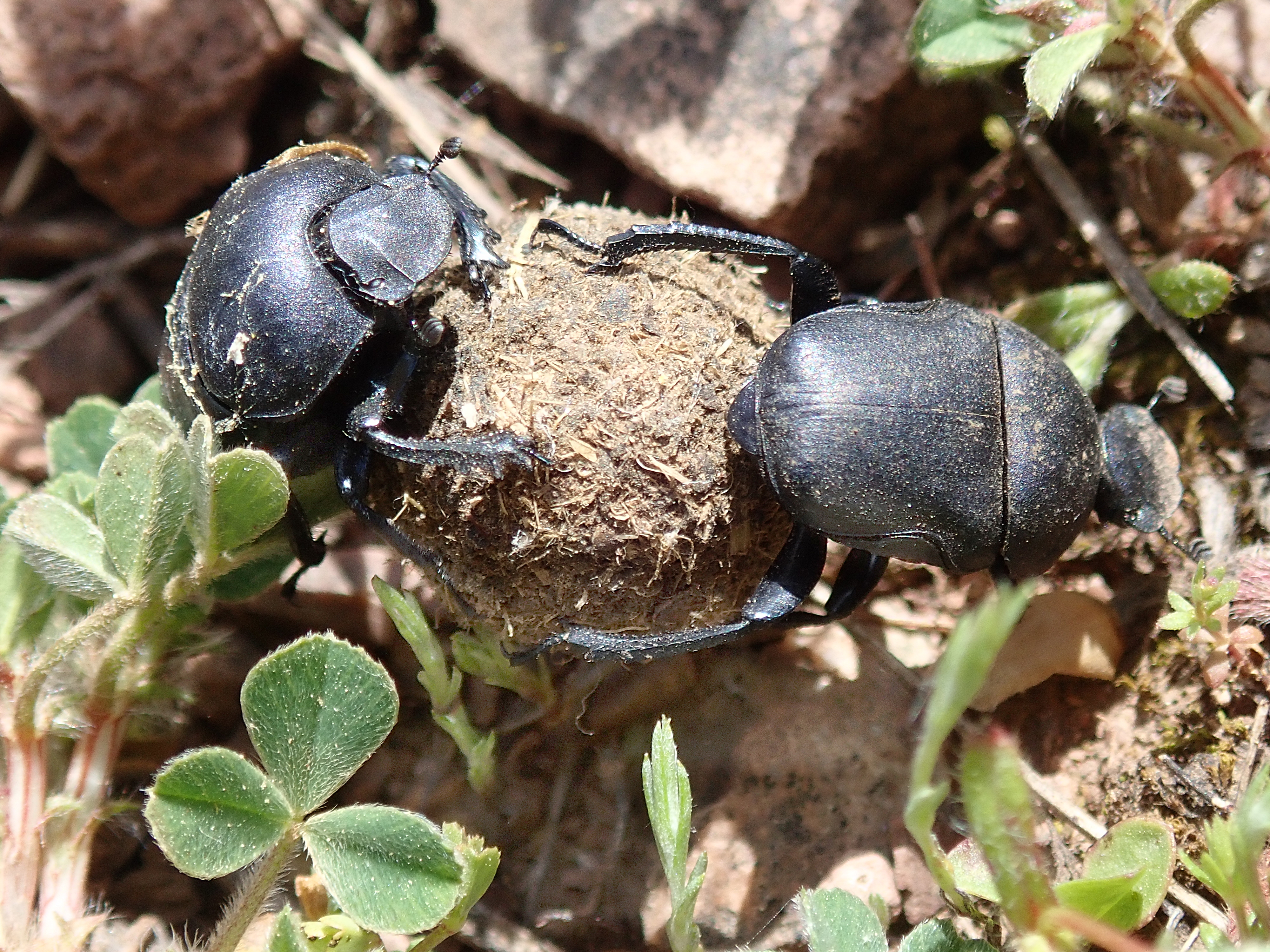
Parka Gymnopleurus geoffroyi tocząca kulkę z nawozu

Przedstawiciele rodzaju zamieszkują krainy: etiopską, palearktyczną i orientalną. W Palearktyce stwierdzono 11 gatunków, z których cztery występują w Europie. W Polsce jeszcze w XIX wieku występował G. geoffroyi na Śląsku, jednak nie był od tego czasu notowany i na „Czerwonej liście zwierząt ginących i zagrożonych w Polsce” umieszczony jest jako gatunek wymarły (EX), w związku z czym rodzaj ten nie ma już reprezentanta w faunie tego kraju. Rosję zamieszkują 4 gatunki.
W północnej, chłodniejszej części zasięgu owady bytują na suchych i ciepłych stanowiskach otwartych, zwłaszcza kserotermicznych. W klimacie cieplejszym występują także w lasach. W armeńskiej części Kaukazu osiągają rzędne około 3000 m n.p.m., natomiast w górach Afganistanu dochodzą do około 4000 m n.p.m. Postacie dorosłe na terenie Palearktyki pojawiają się w marcu lub kwietniu i pozostają aktywne do września lub października.
Zarówno larwy jak i postacie dorosłe są koprofagami żerującymi na odchodach różnych ssaków roślinożernych, w tym na odchodach bydła i koni. Żer osobników dorosłych ma miejsce na powierzchni ekskrementów. Na początku rójki, który w Palearktyce przypada na wiosnę, chrząszcze gromadzą się na odchodach tworząc agregacje liczące do 200–300 osobników. Zgromadzenie trwa od kilku godzin do trzech dni i w tym czasie owady dobierają się w pary. Oboje rodzice z pary formują kulki z nawozu o średnicy od 25 do 30 mm, które następnie toczą na odległości dochodzące do kilkudziesięciu metrów. W odpowiednim miejscu wykopywane jest gniazdo o głębokości dochodzącej 15–20 cm zależnie od gęstości gleby. W komorze lęgowej samica formuje odchody w kształt gruszkowaty z dołeczkiem w części węższej, do którego znoszone jest pojedyncze jajo. Po złożeniu jaja wlot do gniazda jest zasypywany. Czynności te są następnie powtarzane i jedna para może w ciągu sezonu stworzyć dziesiątki gniazd. Rozwój jaja, larwy i poczwarki ma miejsce w komorze lęgowej i zamyka się ciągu dwóch miesięcy. Dorosłe już chrząszcze mogą jednak pozostawać w komorach jeszcze przez długi czas, w tym odbywać w nich hibernację w okresie zimowym.

## Taksonomia i ewolucja

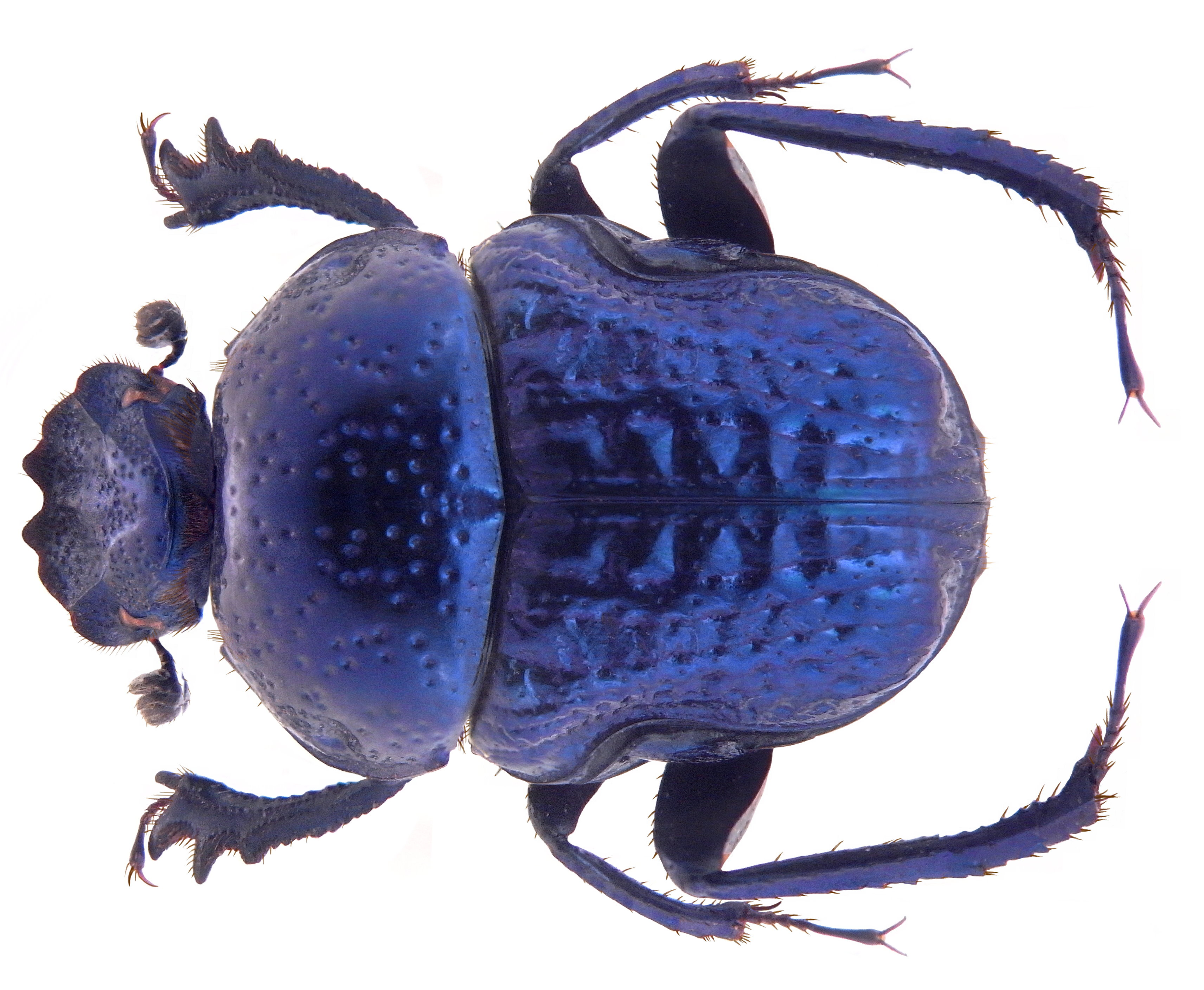
Gymnopleurus cyaneus

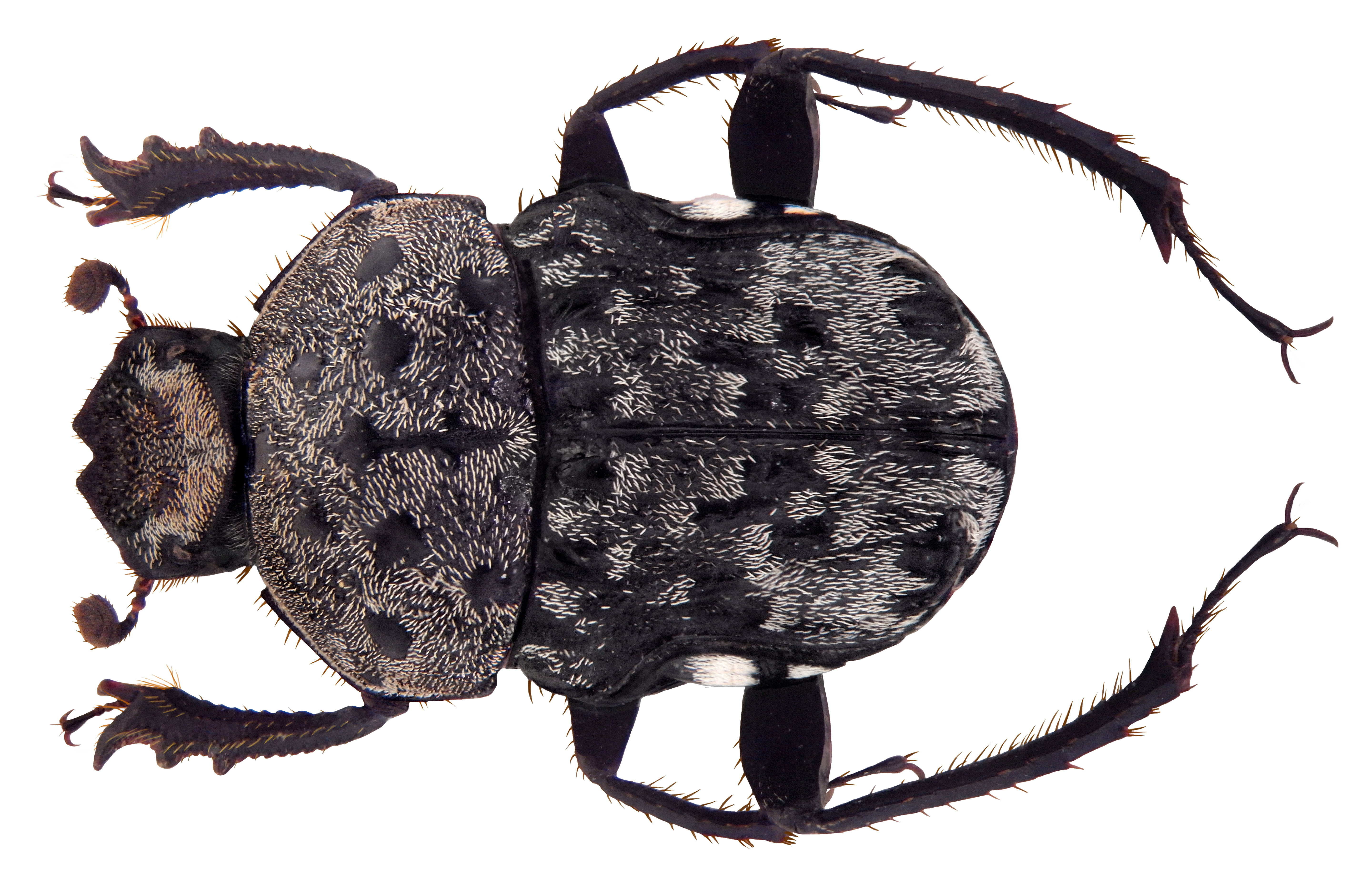
Gymnopleurus gemmatus

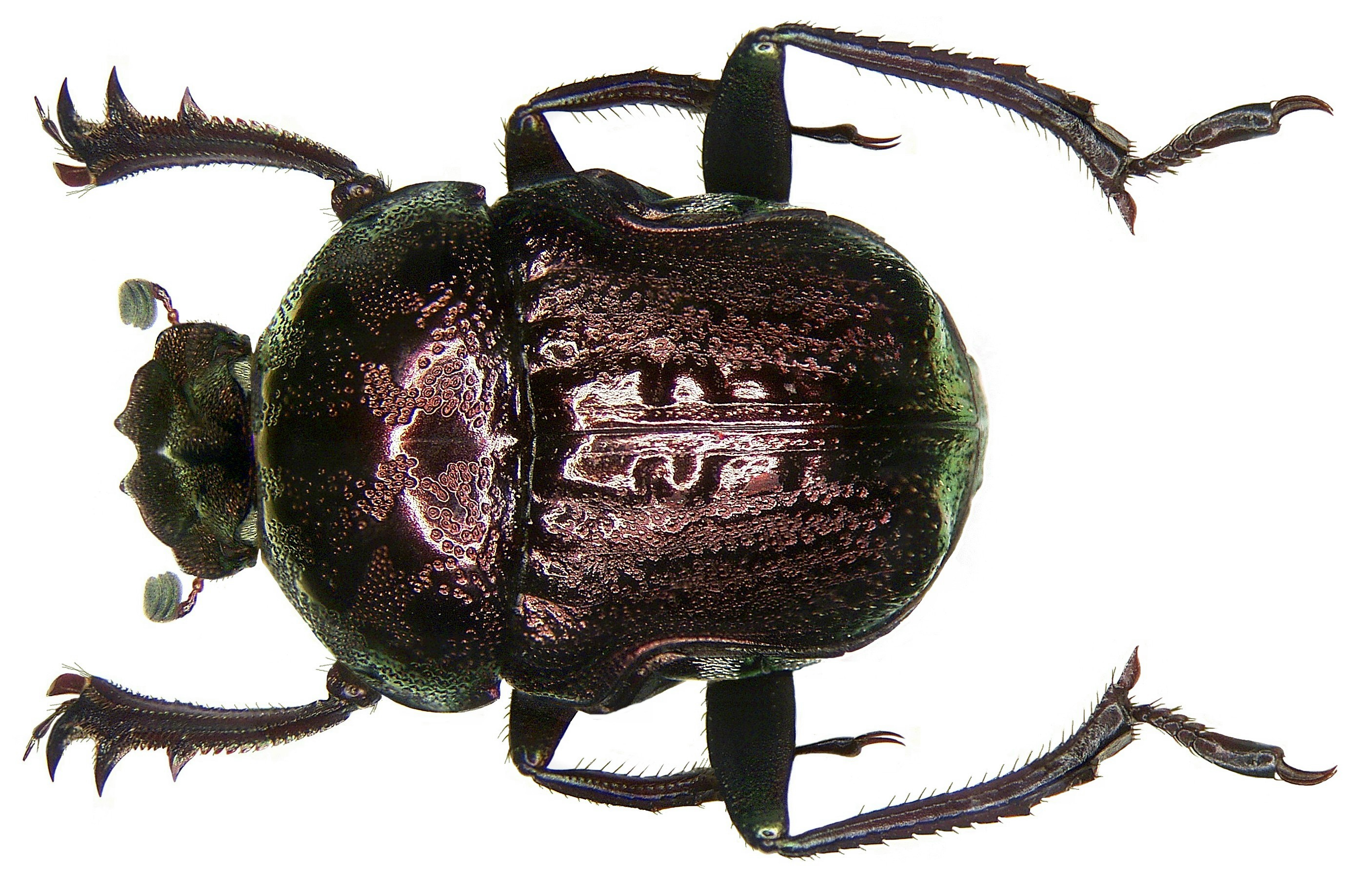
Gymnopleurus fulgidus

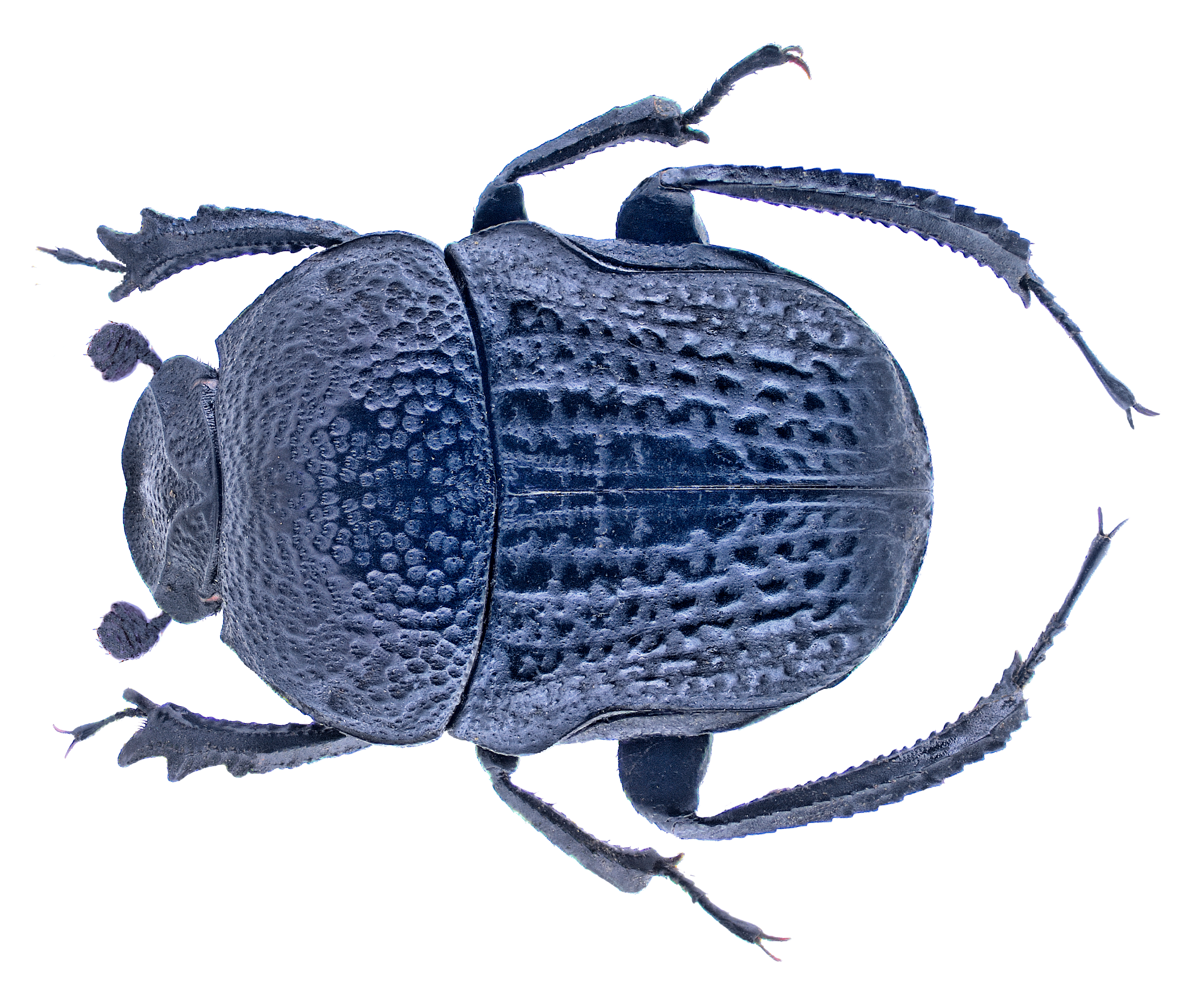
Gymnopleurus qurosh

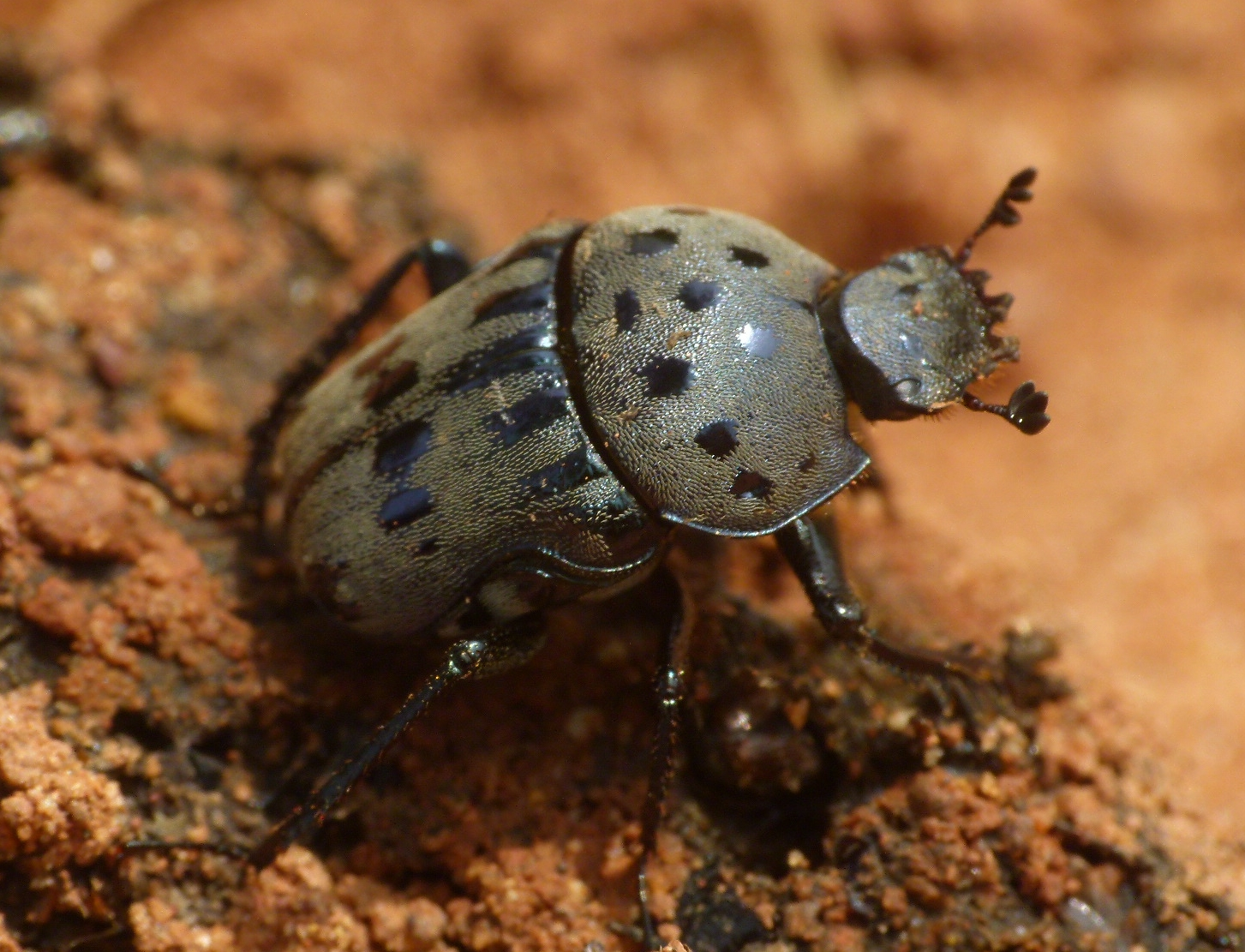
Gymnopleurus miliaris

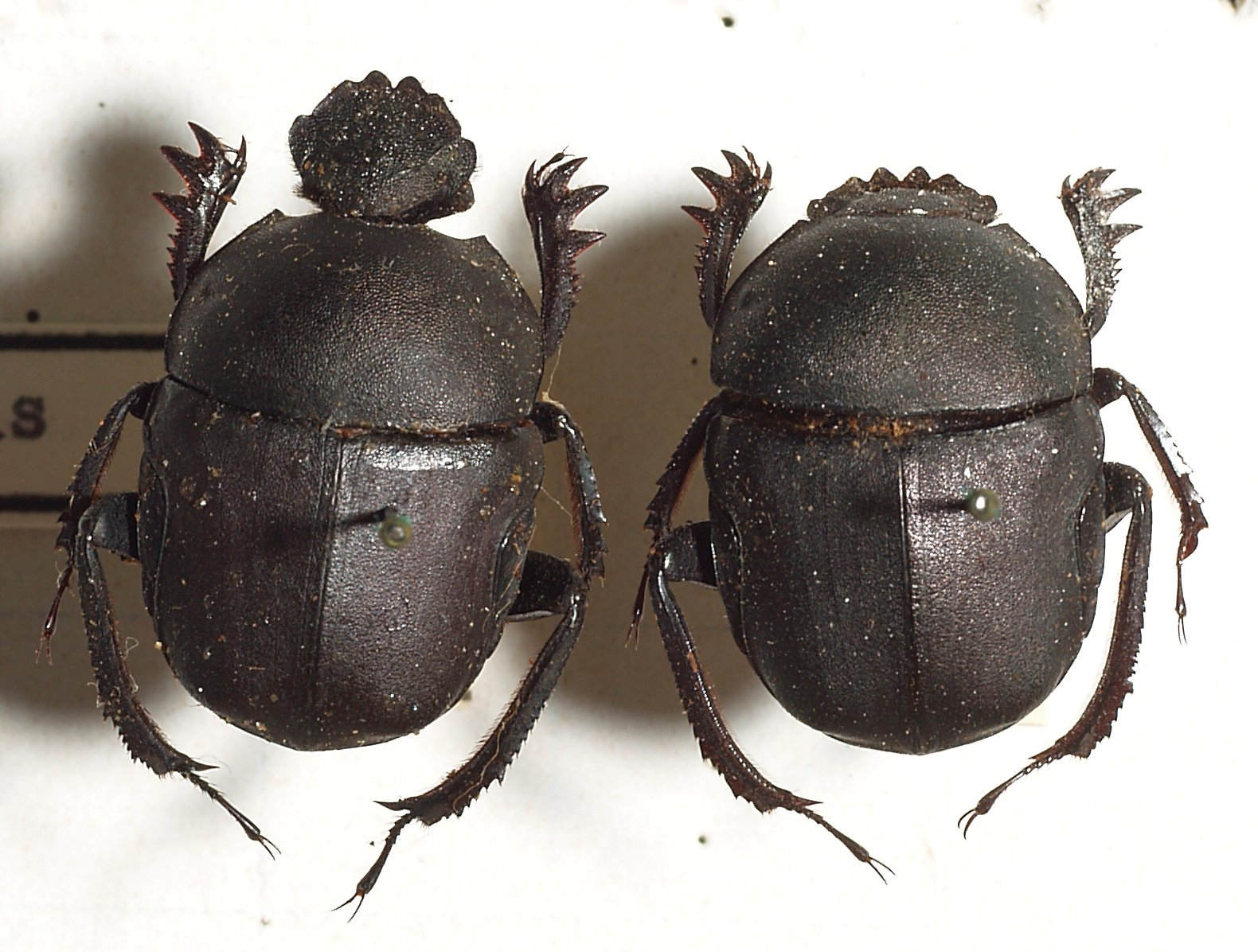
Gymnopleurus capensis

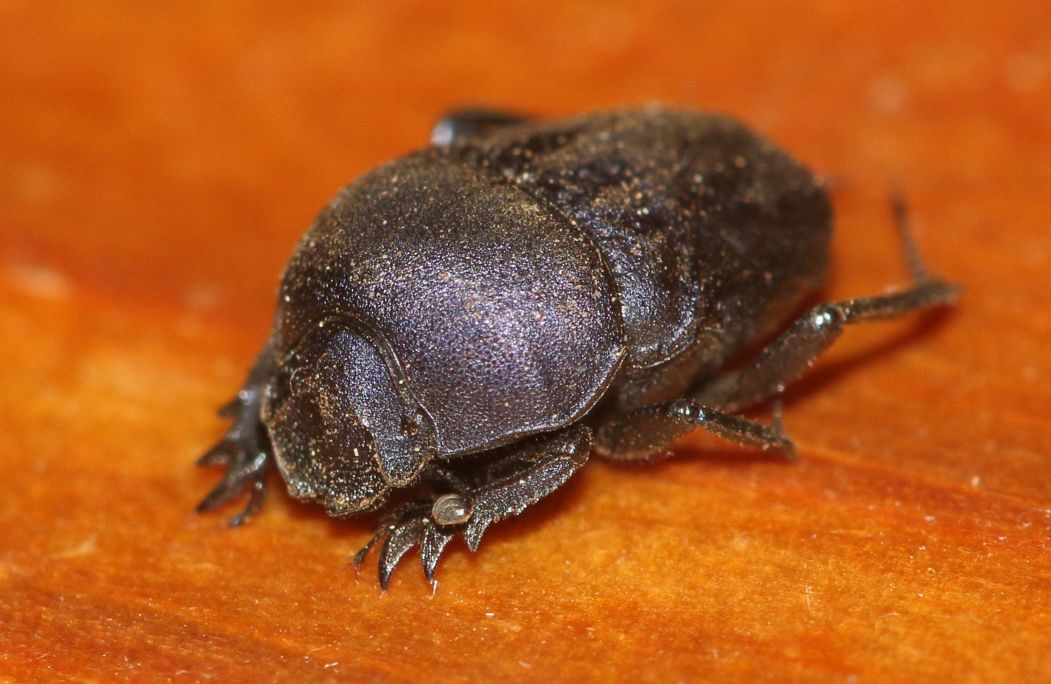
Gymnopleurus asperrimus

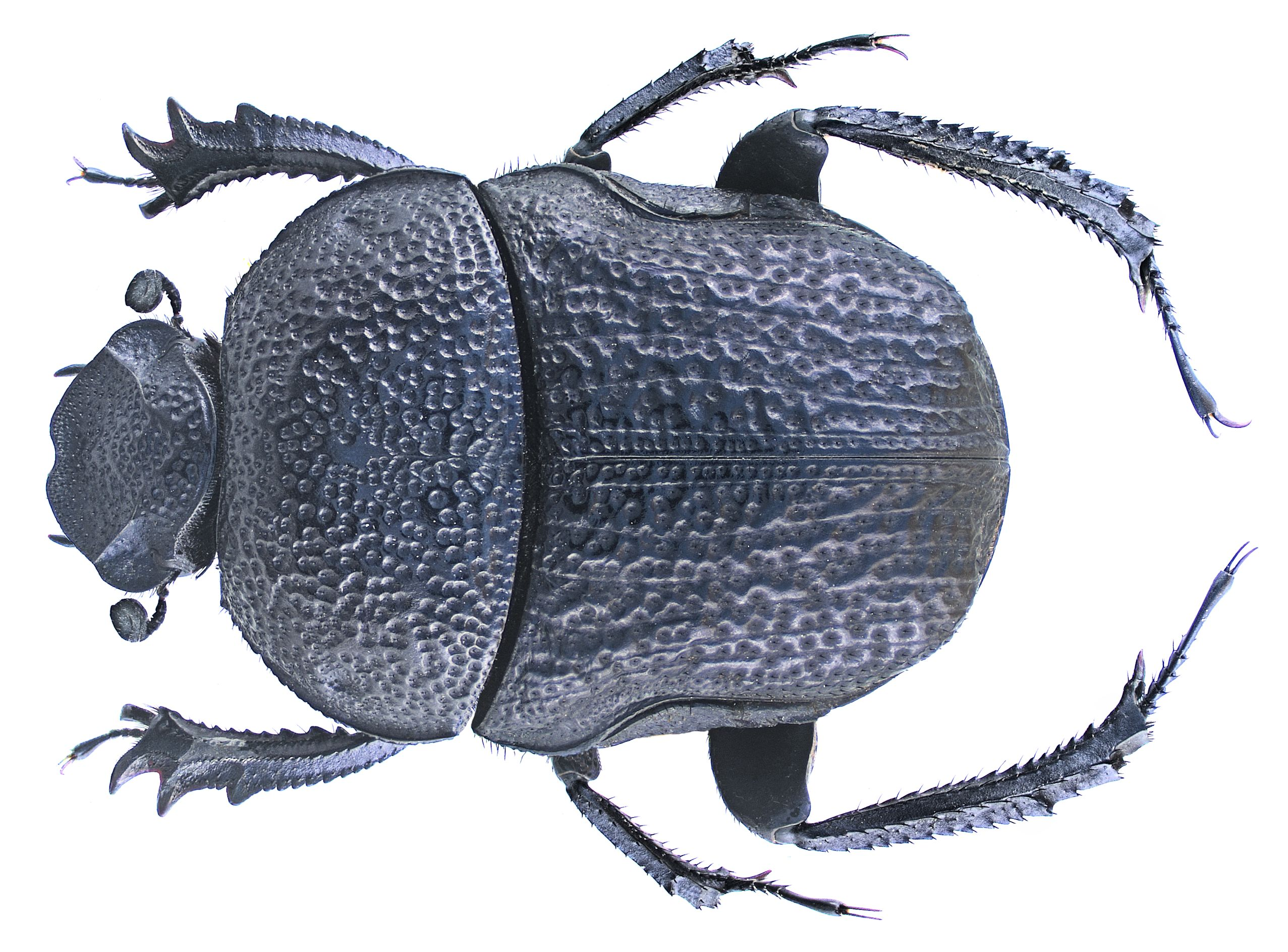
Gymnopleurus flagellatus

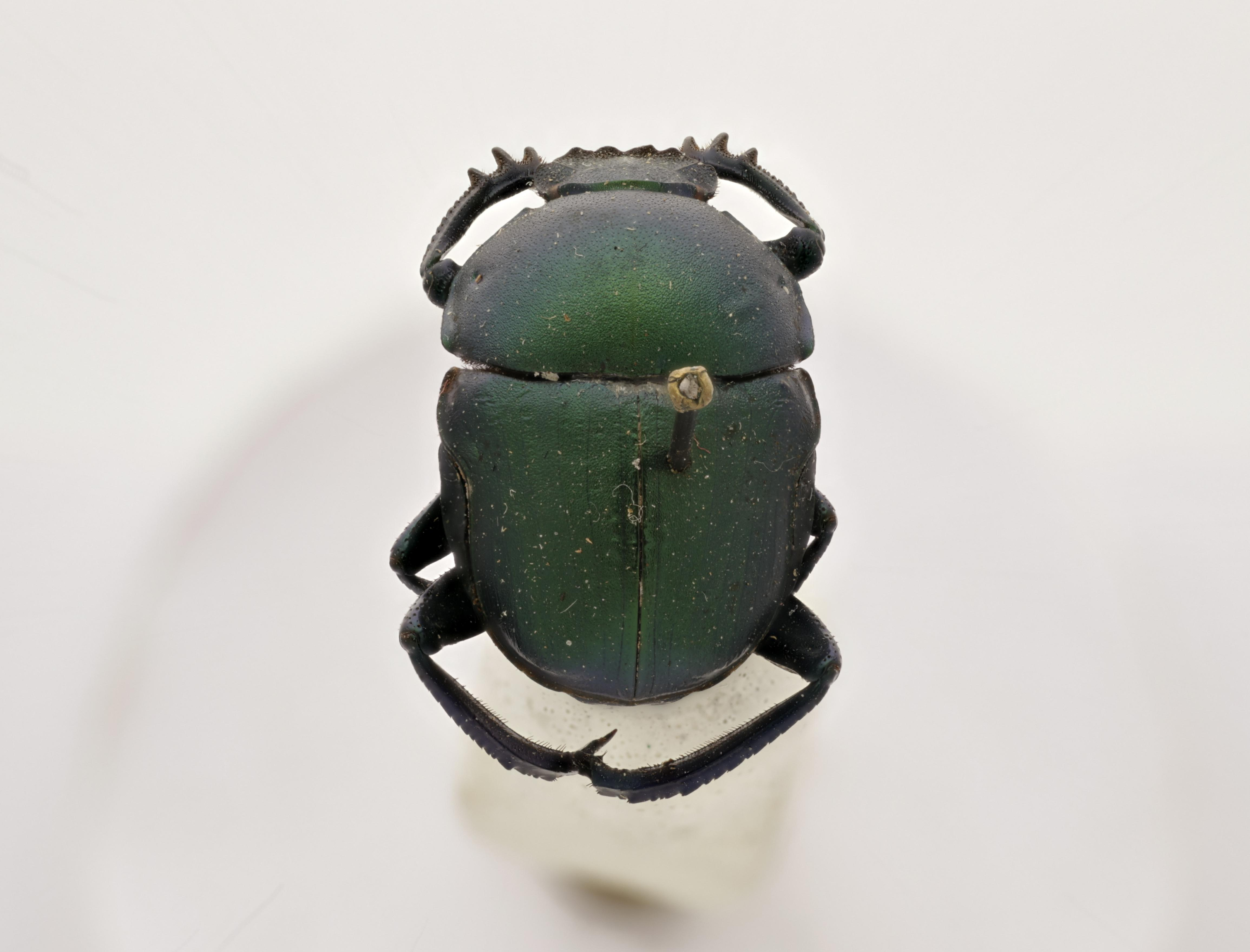
Gymnopleurus splendens

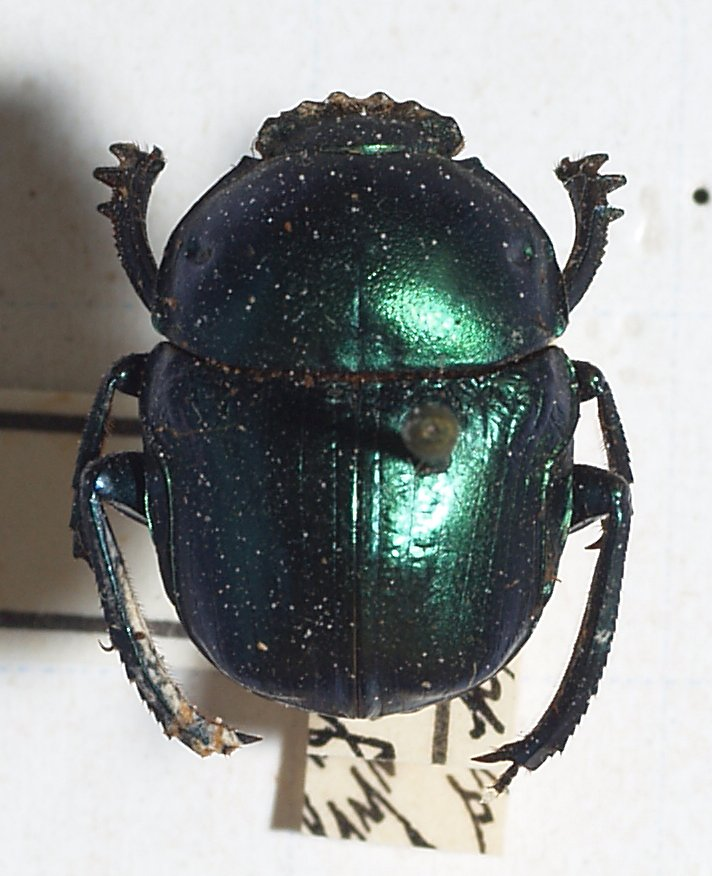
Gymnopleurus nitens

Rodzaj ten wprowadzony został w 1803 roku przez Johanna K.W. Illigera. Nazwę autor wywiódł od greckich słów γυμνός (gymnos) i  πλευρόν (pleuron), oznaczających „nagi bok” i nawiązujących do nienakrytych przez pokrywy boków odwłoka. Gatunkiem typowym wyznaczono Scarabaeus flagellatus opisanego przez Johana Christiana Fabriciusa w 1787 roku. Nie był to pierwszy z opisanych gatunków rodzaju. Już w 1762 roku Étienne Louis Geoffroy opublikował obszerny opis chrząszcza pod francuską nazwą zwyczajową Le bousier à couture, któremu następnie w 1775 roku Johann Kaspar Füssli nadał binominalną nazwę gatunkową Scarabaeus geoffroae (obecny Gymnopleurus geoffroyi).
Współcześnie Gymnopleurus zależnie od ujęcia umieszczany jest w plemieniu Gymnopleurini lub Scarabaeini. W 2006 roku Oleg Kabakow wprowadził podział tego rodzaju na dwa podrodzaje.
Zapis kopalny rodzaju ograniczony jest do G. deperditus z miocenu odnalezionego w Niemczech.
Do rodzaju tego należy 65 opisanych gatunków:
- podrodzaj: Gymnopleurus (Gymnopleurus) Illiger, 1803
  - Gymnopleurus aciculatus Gebler, 1841
  - Gymnopleurus aenescens Wiedemann, 1821
  - Gymnopleurus aeruginosus Harold, 1867
  - Gymnopleurus andreaei Ferreira, 1954
  - Gymnopleurus asperrimus Felsche, 1909
  - Gymnopleurus atratus Klug, 1845
  - Gymnopleurus barovskyi Kieseritsky, 1928
  - Gymnopleurus biharensis Arrow, 1931
  - Gymnopleurus bombayensis Arrow, 1931
  - Gymnopleurus calignosus Balthasar, 1962
  - Gymnopleurus colmanti Janssens, 1938
  - Gymnopleurus cyaneus (Fabricius, 1798)
  - Gymnopleurus elegans Klug, 1845
  - Gymnopleurus eocaenicus Meunier, 1921
  - Gymnopleurus flagellatus (Fabricius, 1787)
  - Gymnopleurus foricarius Garreta, 1914
  - Gymnopleurus geoffroyi (Füssli, 1775)
  - Gymnopleurus humanus MacLeay, 1821
  - Gymnopleurus humeralis Klug, 1855
  - Gymnopleurus ignitus Klug, 1855
  - Gymnopleurus imitator Balthasar, 1963
  - Gymnopleurus jacksoni Waterhouse, 1890
  - Gymnopleurus janssensi Schafer & Fischer, 2001
  - Gymnopleurus lacunosus Klug, 1845
  - Gymnopleurus laetus Hope, 1842
  - Gymnopleurus laevicollis Castelnau, 1840
  - Gymnopleurus latreillei Castelnau, 1840
  - Gymnopleurus leei Fabricius, 1792
  - Gymnopleurus moerens Kolbe, 1895
  - Gymnopleurus mopsus (Pallas, 1781)
  - Gymnopleurus naviauxi Montreuil, 2009
  - Gymnopleurus nyankpalaensis Endrödi, 1976
  - Gymnopleurus particolor Davis, 1986
  - Gymnopleurus persianus Reitter, 1909
  - Gymnopleurus plicatulus Fairmaire, 1890
  - Gymnopleurus profanus Fabricius, 1792
  - Gymnopleurus purpureus Garreta, 1914
  - Gymnopleurus pustulatus Kolbe, 1895
  - Gymnopleurus qurosh Montreuil, 2011
  - Gymnopleurus reichei Waterhouse, 1890
  - Gymnopleurus rhodesianus Balthasar, 1963
  - Gymnopleurus rotundatus Heer, 1862
  - Gymnopleurus ruandensis Janssens, 1938
  - Gymnopleurus sericeifrons Fairmaire, 1887
  - Gymnopleurus sindensis Arrow, 1931
  - Gymnopleurus sisyphus Heer, 1847
  - Gymnopleurus somaliensis Lansberge, 1882
  - Gymnopleurus sturmii MacLeay, 1821
  - Gymnopleurus thelwalli Waterhouse, 1890
  - Gymnopleurus thoracicus Harold, 1868
  - Gymnopleurus tristis Castelnau, 1840
  - Gymnopleurus tuxeni Petrovitz, 1955
  - Gymnopleurus virens Erichson, 1843
  - Gymnopleurus wahlbergi  Fåhraeus, 1857
- podrodzaj: Gymnopleurus (Metagymnopleurus) Kabakov, 2006
  - Gymnopleurus bicallosus Felsche, 1909
  - Gymnopleurus bicolor Latreille, 1823
  - Gymnopleurus coerulescens (Olivier, 1789)
  - Gymnopleurus fulgidus (Olivier, 1789)
  - Gymnopleurus gemmatus Harold, 1871
  - Gymnopleurus hypocrita Balthasar, 1960
  - Gymnopleurus koenigi (Fabricius, 1775)
  - Gymnopleurus miliaris (Fabricius, 1775)
  - Gymnopleurus parvus Macleay, 1821
  - Gymnopleurus puncticollis Gillet, 1909
- podrodzaj: incertae sedis
  - †Gymnopleurus deperditus Heer, 1862